# MAG・ネット
『MAG・ネット 〜マンガ・アニメ・ゲームのゲンバ〜』（マグネット - ）は、2010年4月から2013年3月までNHKで放送していた、漫画・アニメ・ゲームなどの大衆文化（サブカルチャー）を扱う情報番組・トーク番組である。

## 概要
番組名は「漫画（Manga）」「アニメ（Anime）」「ゲーム（Game）」の頭文字と「ネット（インターネット）」を組み合わせたものであり、毎回上記の4つの文化に関する作品を1つ取り上げ、その製作現場への取材の様子などを取り上げたクリエイター側のエピソードと、ネット上などにおけるその作品のファンの熱中ぶりにスポットを当てたコーナー、そしてその作品に触れた著名人・有識者による討論のコーナーなどで構成されていた。
本放送に先立ち、2010年3月にはパイロット版として『MAG・ネットβ』がほぼ同じ構成で放送された。
2009年度まで、NHKでサブカルチャーのことを扱う情報番組・トーク番組としては、ジャンル別に『マンガノゲンバ』『アニメギガ』『ザ☆ネットスター!』の3本がいずれもBS2やBShiで放送されていた。しかし本番組の放送開始以前から、NHKが衛星放送における3つのチャンネルの統廃合を計画していることを発表しており、その後2011年3月31日をもってBShiを廃止した上で、現在の3チャンネルから2チャンネル体制に変更 するのを前に、「同じジャンルの番組群を統合・強化し衛星放送らしい個性あふれる番組の新設」を目的として、前述の3番組を統合する形で放送を開始した。ただし、その中でも番組のベースになっているのは『ザ☆ネットスター!』であり、番組内のコーナーに『マンガノゲンバ』や『アニメギガ』を継承したようなコーナーが設けられていた。
なお、不定期放送だった『BSマンガ夜話』については扱いが未定であった が、『BSマンガ夜話』の派生番組である『BSアニメ夜話』については本番組の開始時点で事実上本番組に統合されている。
2011年4月からはNHK総合にチャンネルを移動した上で、月1回放送という『ザ☆ネットスター!』とほぼ同様の形態で放送された。
2013年の3月号（同3月1日放送、2012年度最終分）をもって終了。後継番組はなく、2006年放送開始の『マンガノゲンバ』から続いたNHKのサブカルチャーを扱う番組のシリーズもひとまず終了となった。
なお、2013年8月10日に「NHK WONDER LAND2013」の一環として『MAG・ネットリターンズSP 真夏の復活祭inアキバ』の公開収録が行われ、その模様が8月18日 24時10分 - 25時10分に放送された。

## 番組の進行
基本的には以下の順で進行。回によっては若干異なった。
現在の番組進行
オープニング→オープニングトーク→まぐステーション→まぐレボリューション→特集→まぐレボリューション→まぐステーション2・さてつの社会科見学→まぐレボリューション→エンディング
2011年度の番組進行
オープニング→オープニングトーク→まぐステーション1→特集→まぐねったー→まぐステーション2→エンディング
BS時代の番組進行
オープニング→オープニングトーク→特集→まぐステーション→特集→エンディング
BS時代の特集の流れについては後述。地上波移行後は特集のコーナー分けは行われていなかった（不定期コーナーを除く）。

### コーナー詳細
オープニングトーク
オープニング後にさすけとねねが自己紹介後、特集にまつわるネタトークを行う。BS時代は1枚絵に口パクとまばたきのアニメを加えたもののスライドショーを使い回して行われていたが、2011年度以降『MikuMikuDance』を利用した3Dキャラが用いられている（CG制作：辻田政孝）。出演声優によると内容はすべて台本通りでアドリブ基本的にはないとのこと。
まぐステーション
特集のテーマ以外で、ネット上などで話題となった作品・事象などを取り上げるコーナー。通称「まぐステ」。旬の話題を取り上げるため、再放送時には内容が差し替えられるかカットされることもあった。ニュース番組風に様々な見出しが並べられるが、すべてが紹介されるわけではない。
2012年度はさてつとにーどるがナビゲーターを担当する。
『ザ☆ネットスター!』のコンセプトを引き継いだコーナー。
さてつの社会科見学
2012年度に開始したさてつがオタク度の高い場所や人などをリポートするコーナー。まぐステーションの一部という扱い。

#### トークコーナー
BS時代は特集に沿ったテーマで展開したが、まぐねったー以降は別のテーマを取り扱うようになった。
まぐレボリューション
2012年度に開始した西川貴教と明坂聡美の2人による「オタク向上委員会」にゲストを呼んで新たなオタクのあり方を考えるトークコーナー。通称「まぐレボ」。
明坂は放送終了後に『あけこのひとり反省会』として「まぐレボ」の感想などを公式サイトにて動画配信していた。
マグネトーク
β版及び2010年度に放送。特集で取り上げた作品に触れた著名人や、その作品に詳しい有識者による討論コーナー。特集コーナーと交互に放送。
『アニメギガ』のコンセプトを残したコーナーだが、その作品の当事者（制作者・出演者など）は登場しない。テレビ放送分でカットされたシーンを含む完全版が、番組公式サイトで動画配信されていた。
まぐねったー
2011年度、地上波移動後に「マグネトーク」に代わって設けられたコーナー。毎回テーマを決めてTwitter上で意見を募りながら津田大介と東浩紀（「MAG・ネット夏祭り まぐステ・ベストオブベスト」まで出演）やゲスト（第45回より）が討論する。桃井はるこをゲストに迎えた第50回にて最終回を迎えた。

#### 特集コーナー
大半がBS時代のものだが、不定期コーナーは地上波移行後も放送されることがあった。
○分くらいでわかる「○○」
特集として取り上げる作品の基礎知識や現象などを解説する。オープニングトークの直後に放送される。
セイサクのゲンバ
取り上げた作品の開発者へのインタビューや開発資料などを通して、開発の舞台裏や今後の展開などを掘り下げる。
『マンガノゲンバ』のコンセプトを引き継いだコーナー。
ファンのゲンバ
ファンの側からの作品に対する熱中状況などを取り上げる。β版では題材になぞらえて「俺の嫁」というコーナーだった。
さてつの部屋
ナビゲーションキャラクターのさてつが、各回のテーマ作品に沿った短い話題を送る。
氷川竜介のアニメアカデメイア
第14回より不定期で放送。氷川竜介がアニメ作品の作画から作品の表現技法やテーマを解説する。
『BSアニメ夜話』の「氷川竜介のアニメマエストロ」を引き継ぐコーナーと言える。
実写で蝶伝寺兄妹がいく!
第26回より不定期で放送。実写版蝶伝寺兄妹（さすけ役：亜蓮、ねね役：鈴木かのん）が製作関係者にインタビューしたりするコーナー。

## 登場キャラクター
蝶伝寺さすけ
声：小野大輔
青い服を着た兄。オープニングトークではボケを担当することが多かった。特集のナレーションも担当。第4回は浪川大輔が、第14回は飯塚昭三が、第15回は沢城みゆきが声を担当した。
蝶伝寺ねね
声：後藤沙緒里
赤い服を着た妹。自己紹介が2011年度から「妹のねねです」から「妹という設定のねねです」に変わった。オープニングトークでは暴走するさすけのツッコミ役に回ることが多かった。同じく特集のナレーションも担当した。
さてつ
声：小野大輔（オープニングでは伏せられている）
BS時代はさてつの小部屋、現在はまぐステーション担当。語尾に「つって」とつけるのが特徴。
にーどる
声：柚木涼香
地上波からの登場。まぐねったーの司会を担当していたが、2012年度以降はコーナーの廃止によりまぐステーションの担当となった。一人だけ3Dモデルで描かれておらず、それをいじられることがあった。

## 放送日時

### MAG・ネットβ
- BS2 - 2010年3月7日 24時20分 - 25時5分
- BShi - 2010年3月13日 25時15分 - 26時

### 本放送

#### 2010年度
いずれかの放送枠で特別番組が編成される場合は、再放送を含むその週の全ての放送が休止となった。
- BS2 - 毎週日曜日 23時50分 - 24時35分（本放送）、毎週金曜日 15時00分 - 15時45分（再放送[注 3]）
  - 過去の放送回の再放送となることもあったが、この場合は「まぐステーション」がカットされ5分短い24時30分までの放送となった。
- BShi - 毎週金曜日 24時20分 - 25時5分（本放送）、毎週水曜日 17時 - 17時45分（再放送・1週遅れ）

#### 2011年度
- 総合 - 毎月第1金曜日 24時15分 - 24時59分

#### 2012年度
- 総合 - 毎月第1金曜日 24時55分 - 25時39分
  - 『笑・神・降・臨』（第5シーズン）放送に伴い、その後枠に移動。

### 休止・変更事例
2011年度以後は臨時ニュースや特別編成により、放送休止、あるいは別の曜日に移動した例が以下のとおりある。
- 第41回（2011年4月1日深夜）は第17回統一地方選挙政見放送枠確保のため15分繰り下げ。
- 第43回は本来の第1金曜に当たる2011年7月8日深夜にウィンブルドン選手権（テニス）が放送されるため、7月15日の同じ時間に放送。
- 第44回は夏季特集編成のため本来の第1金曜（8月5日）ではなく、第3金曜（8月19日）に変更。
- 第45回は2011年9月2日深夜に放送予定だったが、平成23年台風第12号関連のニュースを伝えるため9月8日（木曜日）深夜に放送。
- 第52回は本来の第1金曜に当たる2012年7月6日深夜にウィンブルドン選手権放送のため翌週・7月13日の同じ時間に放送。
- 2012年8月はロンドンオリンピック実況中継を含めた夏季特別編成の実施のため休止。
- 第59回は本来の第1金曜に当たる2013年2月1日深夜が、NHKと日本テレビ放送網の共働によるテレビ放送開始60周年の記念特番『60番勝負』実施のため、2月8日深夜の25時35分 - 26時19分に変更して放送。

## 放送内容
各回のメインテーマ（特集）と「マグネトーク」出演者。タイトルに『』をつけたものは、特定の作品を取り上げた回。

### MAG・ネットβ
- 『ラブプラス』 - 増子直純（怒髪天）、杉作J太郎、鈴木謙介

### レギュラー放送
公式サイトで通算回数としてカウントしているもの。第40回までがBS2で、以後が総合で放送。「※」が付いている回は後日アンコール放送（再放送）が行われた。なお、地上波以降は「○月号」ともカウントされていた。
1. 『初音ミク』※ - 戸田誠司、野尻抱介、濱野智史
2. マンガ大賞2010※ - 岡田斗司夫、藤本由香里、堀江信彦
3. 『マイマイ新子と千年の魔法』 - 涼元悠一、喜屋武ちあき、福田淳（読売新聞記者）
4. 『機動戦士ガンダムUC』 - 皆河有伽、藤津亮太（アニメ評論家）、田中東子（早稲田大学政治経済学術院助教）
5. 『東方Project』※ - 福嶋亮大（文芸評論家）、杉江松恋、やまけん
6. 『ストリートファイター』 - 椿姫彩菜、猿渡雅史（月刊アルカディア編集長）、井上明人（国際大学GLOCOM助教）
7. サッカーマンガ2010 - いしかわじゅん、山本敦久（上智大学文学部講師）、ペナルティ・ヒデ
直前に迫っていた2010 FIFAワールドカップに関連した企画。
8. オトコの娘 - 福田淳、吉本たいまつ（オタク文化史研究者）、桃井はるこ
9. 『プランゼット』と特撮新時代※ - 高寺重徳、河崎実、唐沢俊一
10. 『トライガン』 - 池澤春菜、小林治、数土直志（アニメジャーナリスト）
11. 水樹奈々※ - 川内祥慈（月刊声優グランプリ編集長）、かながわIQ、冨田明宏
12. 『ヘタリア Axis Powers』 - 鹿野優以、殿塚郁夫（PASH!編集長）、杉浦由美子（ノンフィクションライター）
13. マンガの中の坂本龍馬 - 近藤ゆたか（漫画家・時代劇アジテーター）、美甘子、坂本龍馬（雑誌「RYOMA」編集長）
14. 『化物語』 - 暮沢剛巳、吉田アミ（前衛家・音楽家）、滝本竜彦
15. 『アイドルマスター』 - 荒木ビビ（モデル、タレント）、上田夢人、今井洸一（編集者、フリーライター）
16. 『デトロイト・メタル・シティ』 - 大槻ケンヂ、ヒダカトオル（BEAT CRUSADERS）、横里隆（ダ・ヴィンチ編集長）
17. 新世代アニメ監督 - 杉作J太郎、藤津亮太（アニメ評論家）、前田久（アニメライター）
18. まんが甲子園 - 里中満智子、岡田斗司夫、原田曜平
19. 原恵一 泣けるアニメ - 中島かずき、浜野保樹、平川哲生
原恵一の新作『カラフル』を中心に過去の作品を交えつつ取り扱った。
20. 増刊号 その1
これまでの放送の総集編。さすけ役の小野大輔とねね役の後藤沙緒里がナビゲーターとして顔出し出演。
21. 増刊号 その2
総集編の続き。小野・後藤に加えて尾石達也、神前暁が出演。
22. 追悼 今敏
『真夜中の王国』『新・真夜中の王国』『デジタル・スタジアム』『アニメギガ』『金曜アニメ館』の出演シーンなどで構成した追悼企画。出演は原史倫（アニメプロデューサー）、氷川竜介ほか。
23. テレビアニメの挑戦者たち
アニメ番組のプロデューサーたちによる討論企画。出演は諏訪道彦（讀賣テレビ放送）、丸山博雄（毎日放送）、東不可止（テレビ東京）、斉藤健治（NHK）、藤津亮太。
24. グルメマンガ - 小宮山雄飛、杉村啓（アニメ料理研究家）、オガワチエコ（料理研究家）
25. 『REDLINE』 - おおすみ正秋、黒瀬陽平、万乗大智
26. 『モンスターハンター』 - 植田佳奈、稲見昌彦
27. 相撲マンガ - 舞の海秀平、いしかわじゅん、どす恋花子（相撲ライター）
28. 戦国ゲームと武将ブーム - 金田淳子（社会学者）、本郷和人、有村昆
特に『戦国無双』と『戦国BASARA』を中心にして紹介。
29. 『うみねこのなく頃に』 - 小林ゆう、太田克史（編集者）、井上明人、東浩紀
30. ガンダム漫画 - 田中東子（早稲田大学政治経済学術院助教）、堀田純司、ぬまっち
31. 乙女ゲーム『薄桜鬼』 - 椿姫彩菜、和久井香菜子（ライター・イラストレーター）、杉浦郁代・塩島百合（情報サイト「がる★パラ!」運営）
32. 『黒執事』 - 両角織江（雑誌編集長）、福山桜子、高野麻衣（音楽ライター）
33. コミックマーケットの現在 - 門脇舞以、吉田博高（同人ショップ代表）、吉田正高、森川嘉一郎
34. オトナ女子マンガ - 名越康文、川原和子（マンガエッセイスト）、白鳥久美子
35. 『STAR DRIVER 輝きのタクト』 - 吉田尚記、藤津亮太、喜屋武ちあき
36. ギャグマンガ最新事情 - しりあがり寿、横里隆（書評誌編集長）、桜塚やっくん
37. 『プリキュア』シリーズ - 加藤レイズナ（フリーライター）、福田淳、サンキュータツオ
38. 『マルドゥック・スクランブル』と冲方丁 - 池澤春菜、大森望、塩澤快浩
39. 総集編 その1
40. 総集編 その2
「増刊号」以降の放送の総集編。「増刊号」同様、さすけ役の小野大輔とねね役の後藤沙緒里がナビゲーターとして顔出し出演。
ここまでがBS2での放送。以降は総合テレビで放送。
41. 震災とネット、声優大研究 - 花澤香菜、加藤英美里
「震災とネット」は放送前月に発生した東日本大震災を受けての緊急企画。
「まぐねったー」で「震災とネット」を、その他のパートで「声優大研究」を扱った。
42. 美少女ゲーム※
43. SNSとアニメ、追悼・出﨑統
「追悼・出﨑統」は出﨑の訃報を受けての緊急企画（番組の前半で放送）。出﨑哲、杉井ギサブロー、氷川竜介が出演。
44. 『鋼の錬金術師』
45. ミュージカル『テニスの王子様』
46. アニラジ&アニサマ特集 - 吉田尚記
吉田の担当番組『ミュ〜コミ+プラス』の取材風景などを中心に構成。
47. ライトノベル - 池澤春菜
48. 『輪るピングドラム』と大まぐねったーin早稲田祭 - 幾原邦彦、小倉唯、金田朋子
「大まぐねったーin早稲田祭」は深夜のメディアについてのトークの公開収録。
49. 『ベルセルク』、はるかぜちゃん、コミケ - 窪岡俊之、春名風花、桃井はるこ
春名と桃井は「まぐねったー」のコーナーに出演。
50. アニメミライ、ワンフェス、アニメ紅白 - 桃井はるこ、小林ゆう、吉田尚記
「まぐねったー」のコーナーが今回で終了。また、4月以降の番組のリニューアル・放送時間変更が告知される。
51. 超世代アニメと『ヤマト』、熱きアニソンの世界を語る - 喜屋武ちあき
“まぐレボ”のコーナーが開始（以下、2つ目のテーマは“まぐレボ”のサブタイトル）。
52. 『AKB0048』と群像少女アニメ、レトロゲーム - 岸田メル、前山田健一
53. アニメ・マンガのミステリーブーム、同人誌を学ぼう! - 門脇舞以、綾辻行人、井上伸一郎、武本康弘、賀東招二
54. アニメ監督細田守の挑戦、少女マンガの魅力 - 佐倉綾音、細田守
55. 美少女フィギュアの世界、コスプレの極意 - 渚、BOME（原型師）
56. 『ジョジョの奇妙な冒険』、CGアニメ最前線 - 古川愛李、カジポン・マルコ・残月（文芸評論家）
57. 『マクロス』、魔法少女 - 桃井はるこ、河森正治、中島愛、May'n
マクロスの特集は、特に主題歌・挿入歌を中心に取り上げた。
58. 中二病について考える、戦国キャラ - サンキュータツオ、小日向えり、飯田一史（文芸評論家）、名越康文
59. ゆるふわアニメ、擬人化キャラ - 佐咲紗花、小倉唯、阿澄佳奈
前半は『ヤマノススメ』のアニメ製作現場や『らき☆すた』の舞台となった鷲宮神社の取材で構成された。
60. 『ドラゴンボール』、ノベルゲーム - 志倉千代丸、ギャルマト・ボグダン

### スペシャル・特別版
公式サイトで通算回数に含めていない回。
アニメの革命児 金田伊功
2010年8月14日に「スペシャル」としてBS2で放送。金田の没後1周年特別企画で、インタビューにより金田の功績と影響を振り返る。
出演は庵野秀明、越智一裕（アニメ監督）、小林治、貞光紳也、友永和秀、野田卓雄（アニメーター）、氷川竜介、村上隆など。
通常版とは構成が異なり、「まぐステーション」は放送されなかった。
MAG・ネット夏祭り まぐステ・ベストオブベスト
2011年8月20日に「特別版」として総合テレビで放送。同年7月23日にベルサール秋葉原で行われたイベント「NHK WONDERLAND 2011」内での公開収録の模様を放送。これまでに番組内の「まぐステーション」（まぐステ）で取り上げた題材のその後を追う。
出演はさすけ役の小野大輔とねね役の後藤沙緒里、レギュラーの東浩紀と津田大介のほか、白石稔、今野宏美、金田朋子、浅沼晋太郎 、福嶋麻衣子など。
新春☆萌え描き初め! 〜夢の創作まつり〜
2012年1月7日に「特別版」として総合テレビで放送。pixivとのコラボレーション企画で、『魔法少女まどか☆マギカ』『薄桜鬼 〜新選組奇譚〜』『イナズマイレブン』の3つの作品をテーマに、視聴者から特定のお題に沿ったイラストまたは4コマ漫画（二次創作）を募集し、優秀作を発表する。この企画を実施するに当たり、番組制作サイドが各アニメの版元から「当日版権」（具体的には番組の企画として二次創作作品を発表するための許諾）を得ることで著作権法上の問題をクリアしたという。なおこのシステムの解説を兼ねて、知的財産保護とそれに照らしての二次創作の位置などに関する講義も行われた。
出演は「絵師」代表として西又葵・いとうのいぢ・okama・岸田メルの4名と、ゲストとして加藤英美里・はいだしょうこ・白田秀彰の3名。さすけ（小野大輔）とねね（後藤沙緒里）はスタジオ内にモニターを持ち込んでの声のみの出演となった。司会進行は白石稔と、NHKアナウンサーの高橋さとみ（当時仙台局）。
冬の声優まつりinアキバ
2012年12月25日に「スペシャル」として総合テレビで放送。同年12月16日に秋葉原UDX内アキバ・スクエアで行われたイベント「NHK WONDERLAND 2012」（NHK@秋葉原2012）内での公開収録の模様を放送。通常とは異なる火曜日の深夜帯の放送となった。
出演は小野大輔、後藤沙緒里、明坂聡美、西川貴教、井上喜久子、小山剛志、金田朋子、栗林みな実、三澤紗千香、LiSA。

## 主題歌

### 2010・2011年度
- オープニングテーマ『りある りあるが あんりある』
- エンディングテーマ『少年少女達成団』
  - 作曲・神前暁、作詞・畑亜貴、歌・蝶伝寺さすけ（小野大輔）&蝶伝寺ねね（後藤沙緒里）
- オープニングアニメーション制作 - 尾石達也、シャフト[9]

オープニングは制作が遅れていたため半年以上コンテのスキャン（いわゆるコンテ撮）が放送されていたが、完成後は地上波移行後も通して使用された。

### 2012年度
- テーマ曲『S・N・S・N・S』
  - 作詞・作曲・編曲：桃井はるこ、映像：まさたかP
  - 歌唱は音声合成ソフト（初音ミク）を使用しており、Eruによるチューニングがなされている。映像は以前のようなアニメではなくMMDによるCGを用いたものとなっている。

## スタッフ
- ナビゲーターキャラ原案 - 西又葵
- 構成 - 安斎昌幸
- ディレクター - 平井正孝、田中健一郎、長倉宏司、深澤宏太、天竺桂英生 → 平井正孝・堀田尚志・田中宣幸・花牟礼哲史・渡辺丞祐ほか、錦望（MAG・ネットリターンズSP）
- プロデューサー - 村中祐一・伊藤博克・印南貴史ほか　→ 村中祐一、印南貴史（MAG・ネットリターンズSP）
- 制作統括 - 吉田直久・富田満（第43回まで） → 中島木祖也・小林尚志
- 制作 - 日本放送協会 放送総局編成局コンテンツ開発センター・NHKエンタープライズ[10]
- 制作協力 - アマゾンラテルナ、トラストクリエイション、メディア総合研究所[注 4] → アマゾンラテルナ（第41回以降）・メディア総合研究所（特別編 MAG・ネット夏祭り、MAG・ネットリターンズSP）・クンストラボトウキョウ（MAG・ネットリターンズSP）
- 製作・著作 - NHK